# 枚岡
枚岡（ひらおか）は、大阪府東大阪市東部の汎称地名。過去には平岡とも記した。
広義には東大阪市の恩智川以東・旧枚岡市域を指すが、狭義には旧中河内郡枚岡町にあたる東大阪市弥生町、東山町、額田町、宝町、南荘町、立花町、山手町、新町、箱殿町、豊浦町、東豊浦町、鷹殿町、鳥居町、出雲井本町、出雲井町を指す。
河内国一宮の枚岡神社が鎮座する。

## 歴史

### 古代から近世
平安時代には河内国河内郡に平岡荘と呼ばれた荘園があり、『山槐記』の応保元年（1161年）9月17日条に｢平岡・恩智両庄如元為御厨領事｣と記され、平岡荘・恩智荘は大江御厨地であると主張して帰属問題があったが当時は結論が先送りされている。当地内には延喜式神名帳に河内郡十座のひとつである枚岡神社がある。『大日本地名辞書』には讃良郡枚岡郷を勢力範囲としていた平岡氏が当地に移ってきたと記されている。
室町時代には平岡郷と呼ばれ、『雑事記』文明17年2月29日条に「河内国河内郡平岡郷」と記されている。
江戸時代にはこの辺りは河内郡額田村、豊浦村、出雲井村となっている。

### 近代以降
- 明治22年（1889年）4月1日	町村制施行により、河内郡額田村、豊浦村、出雲井村の各村が合併して河内郡枚岡村が発足。大字豊浦に村役場を設置
- 明治29年（1897年）4月1日	郡の統廃合により、中河内郡枚岡村となる
- 大正3年（1914年）4月30日	枚岡駅が開業
- 大正9年（1920年）7月13日	額田駅が開業
- 昭和14年（1939年）7月15日	町制を施行して中河内郡枚岡町となる

### 市制施行後
- 1955年（昭和30年）1月11日	中河内郡石切町、縄手町、孔舎衙村と合併して市制施行
- 1967年（昭和42年）2月1日	布施市、河内市と合併して東大阪市となり、枚岡市役所は東大阪市役所東支所となる